# 冬青叶樱桃
冬青叶樱桃是蔷薇科李属常绿灌木或小乔木，分布于加利福尼亚和下加利福尼亚。卡塔利娜樱桃有时被认为是冬青叶樱桃的亚种（學名：Prunus ilicifolia subsp. lyonii）或变种（學名：Prunus ilicifolia var. occidentalis）。
冬青叶樱桃的成熟果实可直接食用或制成果酱，但果肉很薄。卡塔利娜樱桃果肉较厚，味道也更好。。种仁磨粉、去苦（苦味有一定毒性）后亦可食用。